# Ранцау, Отто фон
Граф Отто фон Ранцау (нем. Otto Carl Josias Reichsgraf von Rantzau, 1809—1864) — дипломат, состоял на датской и прусской службе; посол Дании в Российской империи в 1841—1846 годах.

## Биография
Происходил из древнего шлезвиг-голштинского дворянского рода Ранцау. Родился 1 июня 1809 года в особняке «Зеебург» на Кильском фьорде в семье обер-президента Киля и куратора Кильского университета райхсграфа Кристиана Детлева цу Ранцау (1772—1812) и Шарлотты Эрнестины цу Ранцау, урождённой баронессы Диде цум Фюрстенштайн (1773—1846). Одновременно с Отто родился его брат близнец Куно фон Ранцау (1809–1843).
В 1826 году он поступил в Кильский университет, где изучал право. Был вынужден бросить учебу из-за слабости глаз. После этого три года прожил в Париже, где изучал французский язык.
Поступил на датскую дипломатическую службу. В 1833 году назначен атташе в посольстве Дании в Париже.
В 1836 году назначен секретарем дипломатической миссии в Санкт-Петербурге, в 1840 году занял должность поверенного в делах и получил звание камергера. В 1841 году был назначен посланником Дании в Российской империи.
В 1842 году награждён командорским крестом ордена Даннеброг.
8 июля 1846 года не имевший наследников датский король Кристиан VIII в открытом письме к герцогу Кристиану Августу Шлезвиг-Гольштейн-Зондербург-Аугустенбургскому, заявил об изменении порядка престолонаследия в герцогствах Шлезвиг и Гольштейн, что привело к политическому кризису в Дании.
Единственный сын короля (впоследствии король Фредерик VII) был бездетен. С его смертью должна была угаснуть главная линия датского королевского рода. На основании «королевского закона» Фредерика III (1665 год) в случае прекращения мужского потомства в королевском роде наследство должно было перейти к ближайшей родственнице или её потомству, в данном случае — к потомству сестры короля, Шарлотты. В герцогствах Шлезвиге и Голштинии оставалось, однако, в силе германское наследственное право, по которому мужские представители боковой линии имеют преимущество перед женскими представительницами главной линии. Патриоты в герцогствах питали поэтому надежду на обособление от Дании. В боковой королевской линии (Зондербургской) старшинство имела Аугустенбургская ветвь в лице герцога Кристиана Августа, к которому и должны были перейти права на Шлезвиг и Голштейн. Изданная 8 июля 1846 года королевская декларация повела к полному разрыву с Аугустенбургским домом.
Летом 1846 года Отто фон Ранцау передал открытое письмо Кристиана VIII министру иностранных дел России графу К. В. Нессельроде и начал переговоры с российским правительством, с целью заручиться поддержкой Российской империи в данном вопросе. В результате,  3 августа 1846 года российское правительство выпустило депешу, в которой фактически соглашалось с содержанием письма, но выражало сомнение в своевременности его публикации.
В ноябре 1846 года в качестве протеста против политики короля Кристиана VIII граф Отто фон Ранцау подал в отставку.
В 1847—1857 годах был пробстом монастыря Уетерсен. Затем около 3 лет жил в Киле в качестве частного лица.
В 1860 году поступил на прусскую государственную службу и был назначен посланником королевства Пруссия в Дрездене.
Умер 3 мая 1864 года в Дрездене, где и был похоронен.

## Награды
- Орден Даннеброг командорский крест[2] (1842)[1]
- Орден Святой Анны 1-й степени (15 января 1844, Российская империя)[3]

## Семья
31 августа 1844 года женился на своей двоюродной сестре Юлии Луизе Фредерике, урождённой рейхсграфине цу Ранцау (1808—1894), вдове графа Генриха фон Ревентлов, дочери рейхсграфа Карла Эмиля цу Ранцау.